# Brogden
 (mai 2025).
Brogden est une census-designated place située dans le comté de Wayne, dans l’État de Caroline du Nord, aux États-Unis. Lors du recensement de 2020, elle comptait 2 510 habitants.